# Kostarikanski kolon
Kostarikanski kolon, šp. Colón costarricense (ISO 4217: CRC) je službena novčana jedinica u Kostarici. Ime je dobio po Kristoforu Kolumbu čije je španjolsko ime Cristóbal Colón.
Predstavljen je 1896. godine kada je zamijenio tadašnji kostarikanski pezo. Kolon se sastoji od 100 centi (šp. céntimo), a izdaje se u apoenima od 5 do 10000 kolona.
Kovanice: 5, 10, 20, 25, 50, 100 i 500 kolona

Novčanice: 1 000, 2 000, 5 000, 10 000, 20 000 i 50 000 kolona

## Vanjske poveznice
- Heiko Otto (ur.). Kostarikanski kolon (novčanice) (njemački, engleski, i francuski). Pristupljeno 25. prosinca 2019. (njem.) (engl.) (fr.)